# Oakfield, Wisconsin
Oakfield là một làng thuộc quận Fond du Lac, tiểu bang Wisconsin, Hoa Kỳ. Năm 2006, dân số của làng này là 1012 người.